# جماکوه
جماکوه، روستایی در دهستان ساحلی جوکندان بخش جوکندان شهرستان تالش در استان گیلان ایران است.

## جمعیت
بر پایه سرشماری عمومی نفوس و مسکن در سال ۱۳۹۵، جمعیت این روستا برابر با ۷۱۳ نفر (۲۲۲ خانوار) بوده است.